# UNMIL

Baretka medalu ONZ za misję UNMIL.

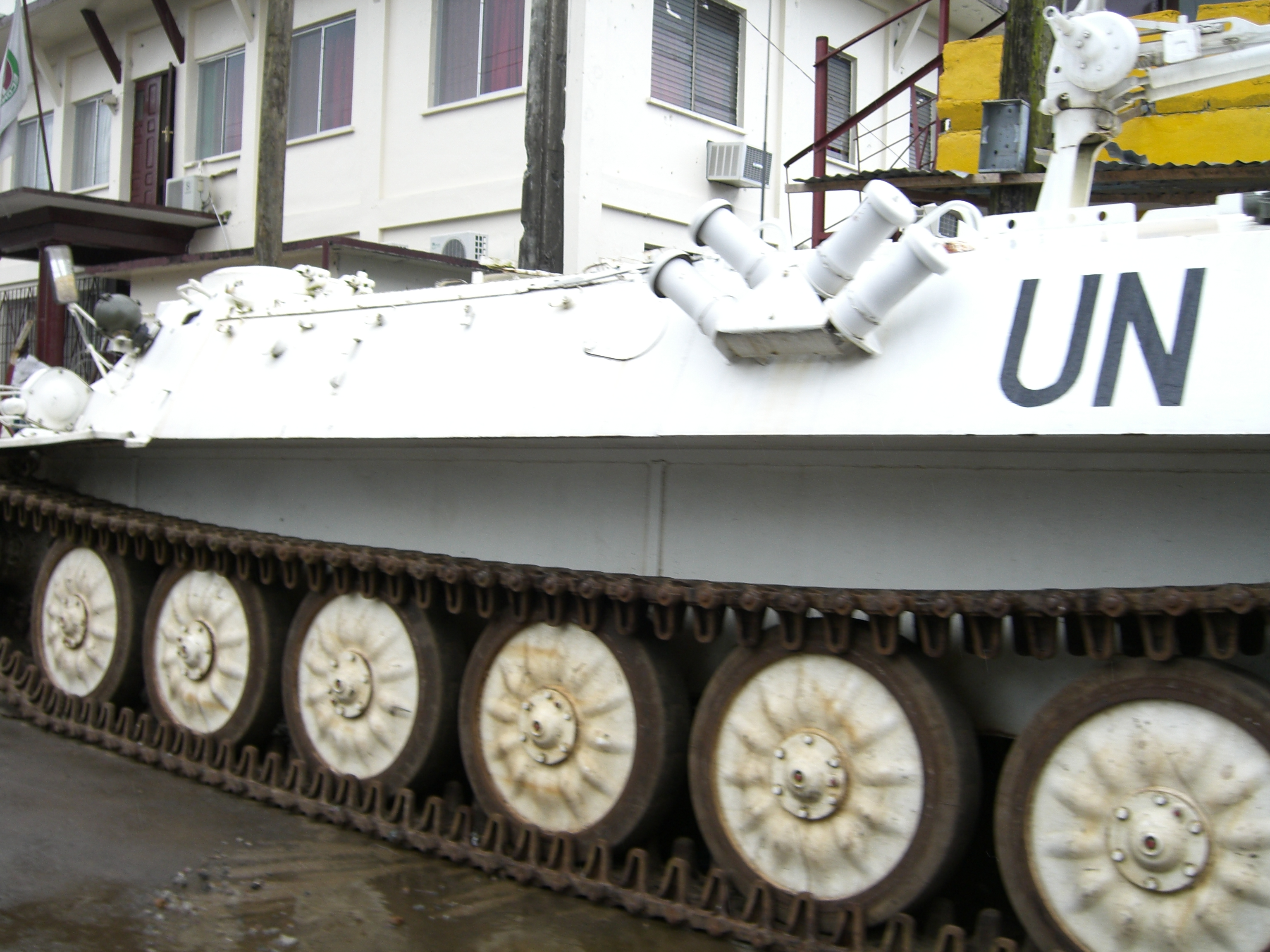
Transporter opancerzony misji UNMIL

UNMIL (United Nations Mission in Liberia, Misja Narodów Zjednoczonych w Liberii) – operacja pokojowa ONZ prowadzona w Liberii od 2003 roku. Została powołana do życia na mocy rezolucji Rady Bezpieczeństwa ONZ nr 1509. Jej najważniejsze zadania to nadzorowanie przestrzegania zawieszania broni, zapewnienie bezpieczeństwa i wspieranie reform w tym odbudowującym się po wieloletniej wojnie domowej kraju.
Według stanu na 31 marca 2007, misja liczy ok. 13 850 żołnierzy, 214 obserwatorów wojskowych i 1200 policjantów. Cywilnym szefem misji w randze specjalnego wysłannika sekretarza generalnego ONZ jest Alan Doss (Wielka Brytania). Funkcję dowódcy wojskowego pełni gen. Chikadibia Obiakor (Nigeria), a za pracę policjantów odpowiada Mohammed Alhassan (Ghana).